# Usa (dopływ Niemna w obwodzie grodzieńskim)
Usa (biał. Уса) – rzeka na Białorusi w obwodzie mińskim Białorusi, dopływ Niemna.
Wypływa ze źródła w rejonie wołożyńskim obwodu mińskiego, płynie na południe, koryto silnie meandruje. Długość 75km, zlewnia 665 km², średni przepływ 5 m³/s.